# فيكتور جدانوفيتش
فيكتور جدانوفيتش (Viktor Zhdanovich) (بالروسية: Виктор Францевич Жданович) هو لاعب أولمبي لرياضة مبارزة سيف الشيش من الاتحاد السوفييتي. شارك في الأولمبياد الصيفي في 1960–1964، وفاز بما مجموعه 3 ميداليات.

## الميداليات
| ذهب | فضة | برونز | المجموع |
| 3   | 0   | 0     | 3       |

## روابط خارجية
- فيكتور جدانوفيتش على موقع أوليمبيديا (الإنجليزية)